# Johnny Sins
Steven Wolfe (n. 31 decembrie 1978, Pittsburgh, Pennsylvania, SUA), mai cunoscut sub numele de Johnny Sins, este un actor pornografic american, regizor și YouTuber .   Remarcat pentru capul bărbierit și fizicul său muscular, el este constant printre cele mai populare căutări de pornografie.   A primit numeroase premii pentru munca sa, inclusiv două nominalizări la Premiul AVN pentru interpretul masculin al anului.  

## Biografie
Sins s-a născut  în Pittsburgh, Pennsylvania,  la 31 decembrie 1978.  El s-a descris ca fiind „foarte timid” în timp ce crește.  După ce a absolvit facultatea, a obținut un loc de muncă în șase zile pe săptămână în construcții.  Când avea în jur de 24 de ani, a observat primele semne ale cheliei de model masculin și a păstrat capul bărbierit de atunci.  În 2006, la 28 de ani, și-a părăsit locul de muncă și s-a mutat în Los Angeles pentru a intra în industria filmelor pornografice.  

## Viață personală
Sins rezidă în prezent în Las Vegas. În secret, s-a căsătorit cu actrița pornografică Kissa Sins.  S-au separat în 2019,  dar rămân prieteni apropiați. 
În octombrie 2017, o fotografie a lui Sins a fost postată pe Twitter de un utilizator care susținea că a dispărut după împușcătura din Las Vegas. Tweet-ul a fost una dintre multele farse virale care au apărut legate de împușcătură.

## Legaturi externe
- Johnny Sins pe Internet Adult Film  Database
- Johnny Sins la Internet Movie Database
- Site web oficial